# Viviers (Yonne)
Viviers település Franciaországban, Yonne megyében. Lakosainak száma 104 fő (2022. január 1.). Viviers Tonnerre, Béru, Poilly-sur-Serein, Serrigny és Yrouerre községekkel határos.

## Népesség
A település népessége az elmúlt években az alábbi módon változott:
| Lakosok száma | 137  | 134  | 139  | 127  | 119  | 111  | 108  | 105  | 104  |
|               | 2013 | 2015 | 2016 | 2017 | 2018 | 2019 | 2020 | 2021 | 2022 |